# بانکدار کور
«بانکدار کور» (انگلیسی: The Blind Banker) دومین قسمت از فصل اول مجموعه تلویزیونی شرلوک است. این قسمت نخستین بار در ۱ اوت ۲۰۱۰ در شبکه بی‌بی‌سی وان و بی‌بی‌سی اچ‌دی پخش شد. این قسمت توسط استیون تامپسون نوشته و توسط ایوروس لین کارگردانی شده است. 
شرلوک اقتباسی آزاد از داستان‌های شرلوک هولمز اثر آرتور کانن دویل است که در دوران مدرن روایت می‌شود. در قسمت «بانکدار کور»، شرلوک (بندیکت کامبربچ) و جان واتسون (مارتین فریمن) مجموعه‌ای از رمزها را بررسی می‌کنند که اعداد را در یک سیستم عددی قدیمی چینی نشان می‌دهند. این رمزها توسط یک گروه قاچاق چینی به جا گذاشته شده‌اند که برای بازپس‌گیری شیئی که یکی از اعضای گروه دزدیده است، حاضر به کشتن هستند.
این قسمت ۸٫۰۷ میلیون بیننده در شبکه‌های بی‌بی‌سی وان و بی‌بی‌سی اچ‌دی جذب کرد. بازخوردهای منتقدان عموماً مثبت بود، اگرچه برخی از منتقدان آن را ضعیف‌تر از قسمت اول دانستند. این قسمت همچنین به دلیل استفاده از کلیشه‌های شرق‌شناسانه مورد انتقاد قرار گرفت.

## داستان
در موزه ملی آثار باستانی، سو لین یائو، کارشناس سفالگری چینی، چیزی ترسناک می‌بیند و ناپدید می‌شود. در همین حال، شرلوک جان را به یک شرکت مالی بین‌المللی قدرتمند می‌برد. در آنجا، سباستین ویلکس، یکی از آشنایان قدیمی دانشگاهی شرلوک، از او درخواست کمک می‌کند. در این شرکت، رخنه‌ای صورت گرفته که در آن، یک جفت نماد به ظاهر بی‌معنی روی پرتره‌ای از یک بانکدار با اسپری نقاشی شده است. شرلوک متوجه می‌شود که این پیام برای یک نفر ارسال شده است – ادوارد ون کون از بخش هنگ‌کنگ – که به کار نیامده است. شرلوک به آپارتمان قفل‌شده ون کون نفوذ می‌کند و جسد او را پیدا می‌کند. پلیس، به سرپرستی کارآگاه بازرس دیموک، این مرگ را خودکشی قلمداد می‌کند، اما شرلوک آن را یک قتل می‌داند. به زودی، یک روزنامه‌نگار به نام برایان لوکیس (هاوارد کاگینز) در آپارتمان قفل‌شده‌اش کشته می‌شود. شرلوک و جان به تحقیق می‌پردازند و در کتابخانه‌ای که لوکیس قبلاً در آنجا بوده است، همان نمادهای مرموز را که روی یک قفسه نقاشی شده، پیدا می‌کنند. 
جان که به دنبال امنیت مالی است، شغلی به عنوان پزشک جایگزین در یک درمانگاه محلی که توسط دکتر سارا ساویر اداره می‌شود، پیدا می‌کند. بعداً، شرلوک و جان ارتباطی بین دو مرد پیدا می‌کنند؛ هر دوی آنها تازه از چین بازگشته بودند و به یک فروشگاه اشیای عتیقه شرقی به نام «گربه خوش‌شانس» رفته بودند. شرلوک در آنجا متوجه می‌شود که نمادها اعداد باستانی چینی هانگژو (به صورت درست، اعداد سوژو) هستند. او همچنین متوجه می‌شود که آپارتمان سو لین خالی است و هنگام جستجو در آنجا با یک مزاحم روبه‌رو می‌شود؛ مبارزه‌ای کوتاه رخ می‌دهد، اما مهاجم فرار می‌کند. در موزه، آنها نمادهای مشابهی را روی یک مجسمه پیدا می‌کنند. سپس با کمک یک هنرمند گرافیتی به نام «راز»، شرلوک و جان نمادهای بیشتری را که روی یک دیوار نقاشی شده‌اند، پیدا می‌کنند و تلاش می‌کنند پیام را رمزگشایی کنند. در بازگشت به موزه، شرلوک سو لین را در حالی که پنهان شده است، غافلگیر می‌کند. او توضیح می‌دهد که کد به حلقه جنایتکارانه‌ای به نام «تانگ نیلوفر سیاه» مرتبط است، گروهی که او قبلاً عضوش بوده است. متأسفانه، پیش از اینکه سو لین بتواند پیام را به طور کامل رمزگشایی کند، توسط برادرش که او نیز عضو این باند جنایتکار است، کشته می‌شود. شرلوک متوجه می‌شود که ون کون و لوکیس اعضای تانگ بوده‌اند و در قاچاق عتیقه‌های ارزشمند برای فروش در لندن نقش داشته‌اند. آنها کشته شدند چون یکی از آنها چیزی را دزدیده بود. 
شرلوک متوجه می‌شود که پیام به شکل یک رمزنگاری کتابی است. او و جان تمام شب را صرف بررسی کتاب‌های دو قربانی اول می‌کنند تا راه‌حل را پیدا کنند. اولین روز کاری جان خوب پیش نمی‌رود، اما سارا از او حمایت می‌کند و با هم قرار می‌گذارند که بیرون بروند. شرلوک بلیت‌هایی برای یک سیرک سیار چینی تهیه می‌کند. در حالی که جان و سارا از نمایش‌های فرار و حرکات آکروباتیک کلاسیک لذت می‌برند، شرلوک به پشت صحنه می‌رود و مورد حمله قرار می‌گیرد. با کمک سارا و جان، هر سه موفق به فرار می‌شوند. در همین حال که شرلوک به دنبال رمزگشایی پیام است، جان و سارا ربوده می‌شوند. تبهکاران جان را با شرلوک اشتباه گرفته‌اند و از او می‌خواهند مکان «گنج» گمشده را فاش کند تا در ازای آن، جان سارا را نجات دهند. 
خوشبختانه، شرلوک با استفاده از راهنمای خیابان‌های لندن رمز را حل می‌کند و جان و سارا را نجات می‌دهد. او همچنین متوجه می‌شود که «گنج» مورد نظر در تمام مدت در معرض دید بوده است: یک سنجاق سر یشمی سبز متعلق به خانواده سلطنتی چین که توسط آماندا، منشی/معشوقه ون کون، به‌عنوان هدیه از او دریافت شده بود. با این حال، شان، رهبر تانگ نیلوفر سیاه، فرار می‌کند و از طریق یک چت آنلاین با فردی که تنها با حرف اول «M» مشخص شده است، تماس می‌گیرد. این فرد به باند کمک کرده بود تا در لندن پایگاهی ایجاد کنند. قسمت در لحظه‌ای به پایان می‌رسد که یک تک‌تیرانداز آماده شلیک به شان می‌شود، پس از آنکه «M» تایپ می‌کند که شان دیگر شکست نخواهد خورد. 

## اشاره‌ها
به گفته موفات، این قسمت ایده پیام‌های رمزی را از داستان «ماجرای مردان رقصان» گرفته است (که از پیام‌های تصویری استفاده می‌کند). این داستان در قسمت «مسئله نهایی» از فصل چهارم مجموعه مستقیماً به آن اشاره می‌شود.
آلن کیستلر از نیوزراما به دیگر الهامات احتمالی نیز اشاره کرده است، مانند استفاده از رمزی که بر اساس کتابی است که افراد زیادی ممکن است داشته باشند، همان‌طور که در داستان دره وحشت دیده می‌شود. همچنین، پیدا شدن یک قربانی قتل در اتاقی قفل‌شده که تنها با بالا رفتن قابل دسترسی است، ممکن است اشاره‌ای به داستان نشانه چهار باشد.

## پخش و پذیرایی
قسمت «بانکدار کور» در ۱ اوت ۲۰۱۰ از شبکه بی‌بی‌سی وان پخش شد. آمارهای شبانه نشان داد که این قسمت توسط ۶٫۴۴۲ میلیون نفر از بینندگان بی‌بی‌سی وان تماشا شده است، که معادل ۲۵٫۶٪ از سهم بینندگان بود، در حالی که ۲۱۰ هزار نفر یک ساعت بعد آن را در بی‌بی‌سی اچ‌دی تماشا کردند. آمار نهایی تثبیت‌شده، با احتساب هر دو شبکه بی‌بی‌سی وان و بی‌بی‌سی اچ‌دی، به ۸٫۰۷ میلیون بیننده رسید.

### پاسخ انتقادی
این قسمت نقدهای مختلفی دریافت کرد که عمدتاً بین مثبت و متوسط قرار داشتند. سام ولاستون از گاردین معتقد بود که «بانکدار کور» بهتر از قسمت آغازین سریال بود و طرح داستان را «راضی‌کننده‌تر ... واضح‌تر و مستقل‌تر» توصیف کرد. او به طور خاص رابطه میان شرلوک و واتسون را ستایش کرد. دیوید بوچر از رادیو تایمز نوشت که این قسمت «درخشش نگارشی دیگر قسمت‌ها را نداشت، اما یک مزیت بزرگ داشت: زوئی تلفورد.» او نقش علاقه عاطفی دکتر واتسون با بازی مارتین فریمن را بازی کرد و برای مدت کوتاهی تهدید کرد که یک شخصیت زن قوی را به داستان اضافه کند – اما در نهایت نقش او به وظایف کلیشه‌ای «دوشیزه‌ای در خطر» محدود شد. بوچر ابراز امیدواری کرد که استیون موفات، خالق سریال، او را برای فصل دوم بازگرداند. کریس تیلی از آی‌جی‌ان به این قسمت نمره ۷ از ۱۰ داد و آن را «تلاشی ضعیف که نتوانست به آغاز هوشمندانه و پیچیده مجموعه عدالت کند» توصیف کرد. او کارگردانی پل مک‌گوگان و توسعه شخصیت‌ها، به‌ویژه شخصیت واتسون، را تحسین کرد، اما غیبت شخصیت لسترید و طرح داستانی که «کاملاً جذب‌کننده نبود و احساس می‌شد ۶۰ دقیقه محتوای داستانی به ۹۰ دقیقه کشیده شده» را نقد کرد.

### رتبه‌بندی منتقدان در مجموعه‌های کلی
در سال‌های ابتدایی پس از پخش مجموعه (۲۰۱۷–۲۰۲۲)، رتبه‌بندی‌هایی که ۱۳ قسمت مجموعه را با یکدیگر مقایسه می‌کردند، معمولاً این قسمت را در جایگاه یازدهم یا دوازدهم قرار می‌دادند.
انتقادات بازنگرانه نیز بر مسائل جنسیتی، کلیشه‌های نژادی و نگاه خاورگرایی و پدرسالارانه در این قسمت تمرکز داشتند. لوری پنی، در مقاله‌ای برای نیو استیتسمن، نوشت که از داستان‌هایی درباره «مردان سفیدپوست باهوش» خسته شده است و طرح داستانی این قسمت را به عنوان «ترس زرد عجیب، امپراتوری کشتار با طعم شرقی کلیشه‌ای» توصیف کرد. کیتی برت، نویسنده کولیدر، این قسمت را به عنوان هشتمین بهترین قسمت از مجموعه رتبه‌بندی کرد، اما به «خاورگرایی به شدت تنبل» آن اشاره کرد. جین چم‌مچری، استاد ادبیات پسااستعماری در دانشگاه سوربن، در مقاله‌ای در سال ۲۰۲۰ نوشت: «کلیشه‌های بیگانگی غیرقابل جذب و رمز و راز غیرقابل فهم، به شکل جدیدی در محله چینی‌های لندن بازسازی شده‌اند که آشکارا شرق‌شناسانه است.» او به این قسمت و همچنین به مجموعه به طور کلی اشاره کرد.